# Castello Cantelmo (Pettorano sul Gizio)
Das Castello Cantelmo ist die Ruine einer Höhenburg auf dem Hügel Guardiola in der italienischen Gemeinde Pettorano sul Gizio in der Provinz L’Aquila. Sie liegt über dem Tal des Gizio und dem Valle Peligna.

## Geschichte

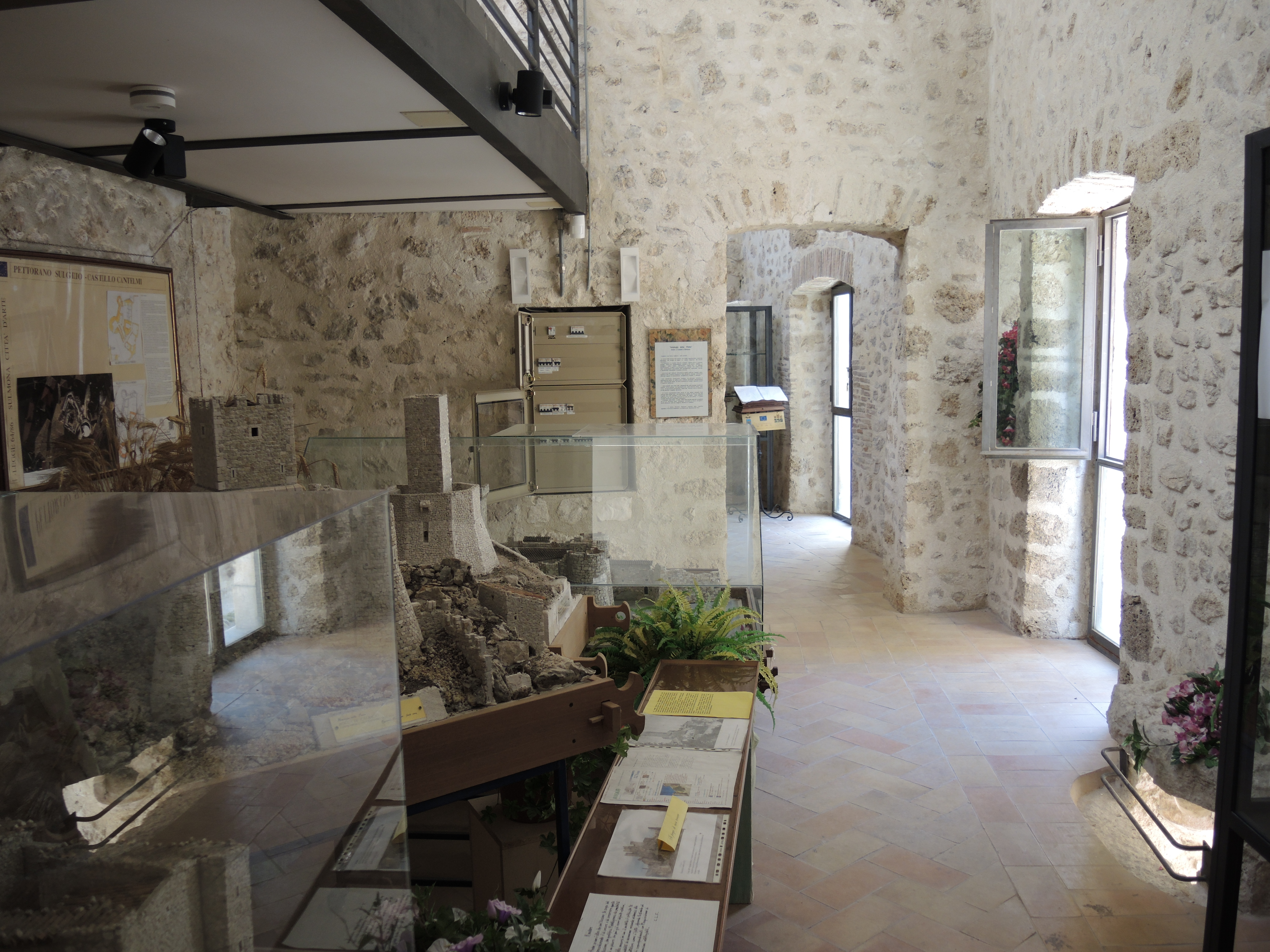
Inneres der Burgruine

Auch wenn sichere Quellen fehlen, nimmt man an, dass die Burg um das 11. Jahrhundert herum entstanden sein muss, und zwar als Erweiterung des bereits existierenden Aussichtsturms in der Mitte, der Teil eines Verteidigungssystems war, das sich aus Burgen, wie dem Castello Ducale Cantelmo, dem Castello Caldora in Pacentro, der Burg in Raiano, der Burg in Vittorito, der Burg in Prezza und dem Castello Normanno in Anversa zusammensetzte.
Während der Vorherrschaft der Normannen am Ende des 12. Jahrhunderts war die Burg ein Lehen des Oddo, Sohn des Oddone di Pettorano. Das Lehen erstreckte sich vom Tal des Gizio bis zur Hochebene von Cinquemiglia und vom Tal des Sangro bis nach Ateleta.
Nach der Schlacht bei Benevent im Jahre 1310 vergab Karl I. von Neapel dieses Lehen an die Familie Cantelmo, die es bis 1750 behielt. Danach fiel die Burg an die Familie Tocco aus Montemiletto, die sie bis 1806 hielt.
1992 wurden die Gebäude, die inzwischen der Gemeinde Pettorano sul Gizio gehörten, von der Soprintendenza per i Beni Architettonici dell'Aquila einem Umbau und einer Restaurierung unterzogen, die sie in ein modernes Museum verwandelt haben.

## Beschreibung
Die Burgruine besitzt einen unregelmäßigen Grundriss mit zylindrischen Türmen an der Nordwest- und der Südwestecke, sowie an der Nordostecke (dort in ein privates Wohnhaus integriert). Im Südosten sind die Überreste eines Turms mit quadratischem Grundriss erhalten. Die Mauern zeichnen sich durch einen Burggraben aus, der sich ganz um die Burg herum erstreckt, und haben als einzige Öffnungen kleine Schlitze.
Der fünfeckige Bergfried in der Mitte ist der älteste Teil der Burg. Sein Eingang ist erhöht und über eine Wendeltreppe zu erreichen.
Die Innenräume der Burg wurden umgebaut und bestehen heute aus einem Versammlungssaal und zahlreichen Ausstellungsräumen.